# Snowidza Górna (przystanek kolejowy)
Snowidza Górna – nieistniejący przystanek osobowy w Snowidzy, w województwie dolnośląskim, w Polsce.